# Servidor blade
Un servidor blade es un tipo de computadora para los centros de proceso de datos específicamente diseñado para aprovechar el espacio, reducir el consumo y simplificar su explotación. La densidad de un servidor blade puede ser seis veces mayor que la de los servidores normales.
La primera compañía en lanzar los servidores blade al mercado fue RLX Technologies en 2001, compañía que fue adquirida por Hewlett Packard en 2004.

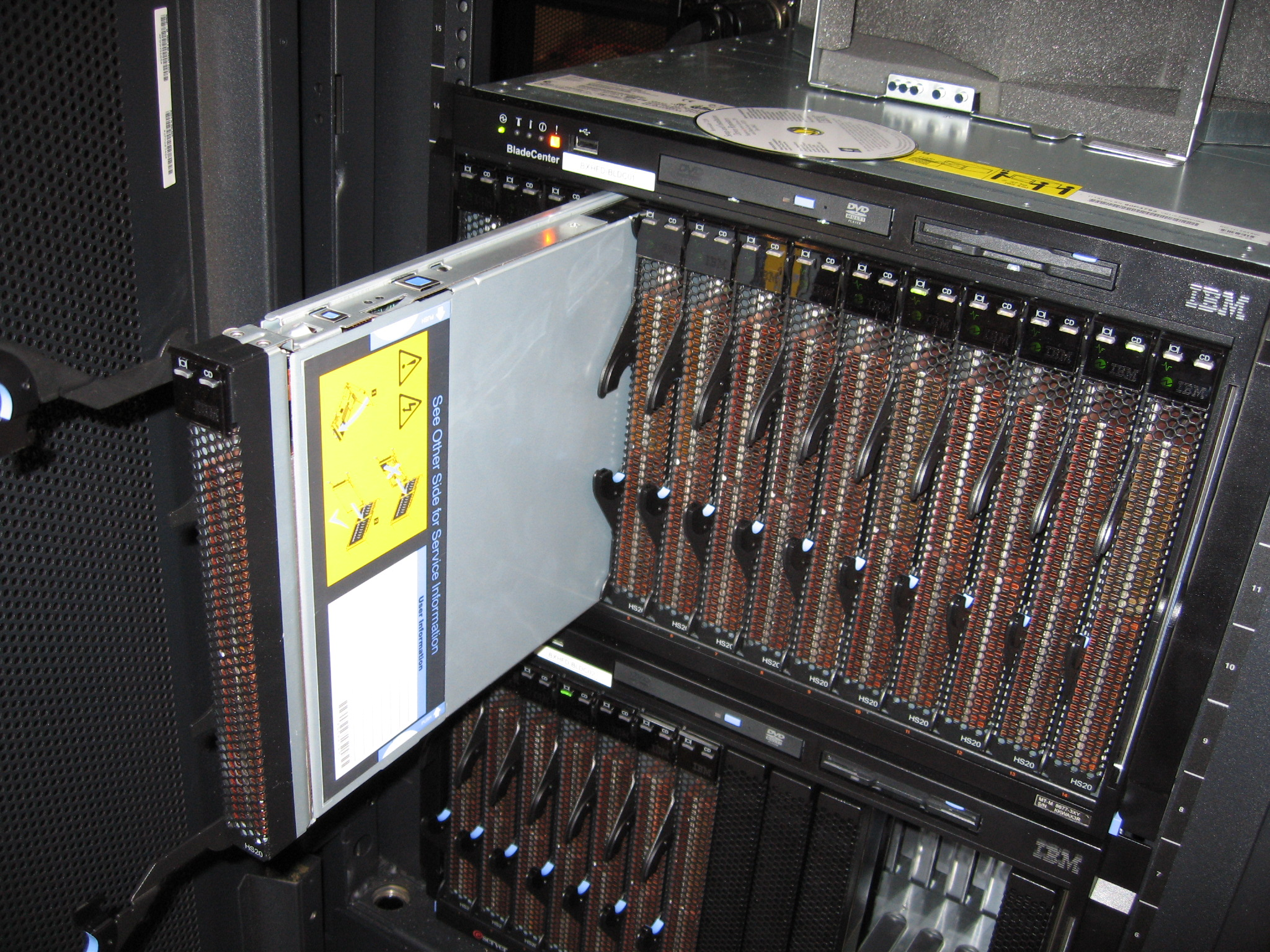
Chasis de servidores blade.

## Descripción
Los servidores blade están diseñados para su montaje en bastidores al igual que otros servidores. La novedad estriba en que pueden compactarse en un espacio más pequeño gracias a sus principios de diseño.
Cada servidor blade es una delgada "tarjeta" que contiene únicamente microprocesador, memoria y buses. Es decir,
no son directamente utilizables ya que no disponen de fuente de alimentación ni tarjetas de comunicaciones.
Estos elementos, más voluminosos, se desplazan a un chasis que se monta en el bastidor y ocupa únicamente entre cuatro (4U) y seis alturas (6U). Cada chasis puede albergar del orden de dieciséis "tarjetas" o servidores blade (según el fabricante). El chasis lleva integrados los siguientes elementos, que son compartidos por todos los servidores:
- Fuente de alimentación: redundante y con conexión en caliente (hot-plug).
- Ventiladores o elementos de refrigeración.
- Conmutador de red redundante con el cableado ya hecho, lo que simplifica su instalación.
- Interfaces de almacenamiento. En particular, es habitual el uso de redes SAN (Storage Area Network) de almacenamiento.

Además, estos servidores suelen incluir herramientas software para su despliegue automático. Por ejemplo, son capaces de arrancar desde una imagen del sistema operativo almacenada en disco. 
Es posible arrancar una u otra imagen según la hora del día, la carga de trabajo, etc.

## Ventajas
- Son más baratos, ya que se requiere menos electrónica y fuentes de alimentación para el mismo número de servidores. También consumen menos energía.
- Ocupan menos espacio, debido a que es posible ubicar dieciséis (16) servidores donde habitualmente solo caben cuatro.
- Son más simples de operar, ya que eliminan la complejidad del cableado y se pueden gestionar remotamente.
- Son menos propensos a fallar, ya que ningún servidor blade contiene elementos mecánicos.
- Son más versátiles, debido a que es posible añadir y quitar servidores sin detener el servicio, es decir, en caliente (como un disco duro).

## Usos
Los servidores blade son aptos para los mismos usos que cualquier otro servidor. No obstante, son especialmente ventajosos para instalaciones de entornos de virtualización, en clúster y para alojamiento web.